# Skandinavismus

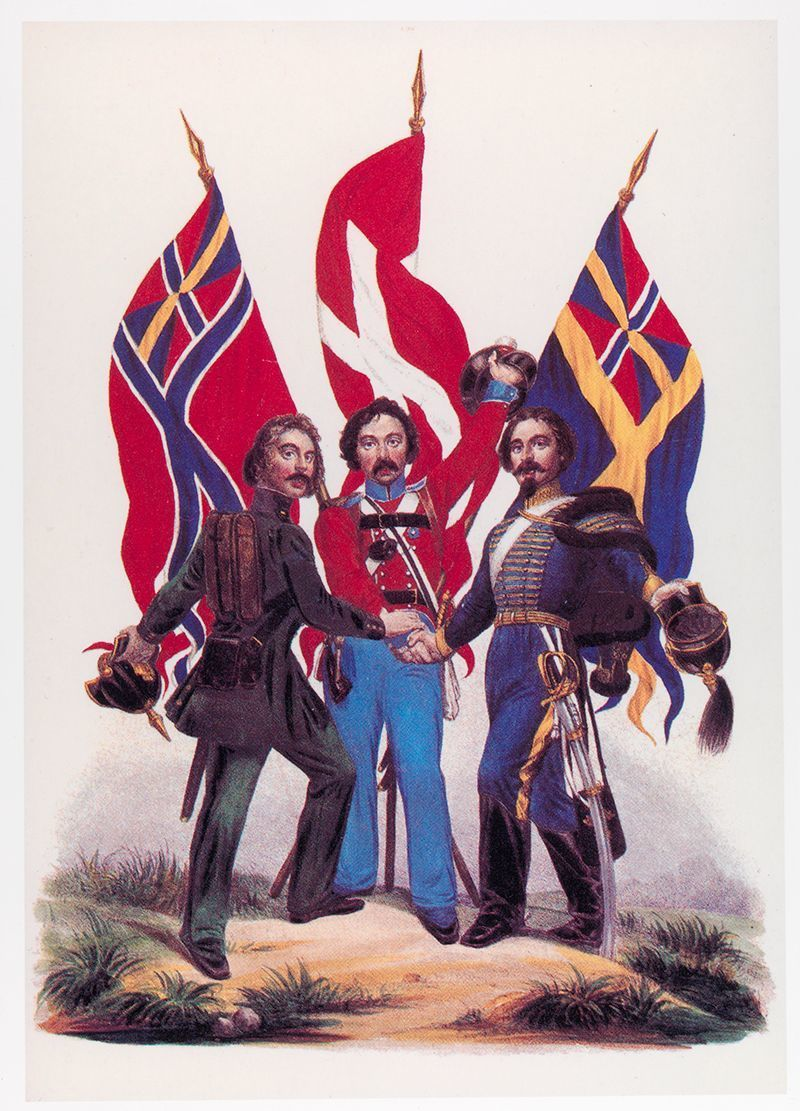
Skandinavismus

Skandinavismus je politické hnutí s kořeny v 1. polovině 19. století, které spojovala myšlenka politicky a hospodářsky sjednocené Skandinávie či dokonce jednotného národa založeného na jazykovém, politickém a kulturním dědictví skandinávských zemí Dánska, Norska a Švédska.
Hnutí bylo uvedeno v život na popud dánských a švédských univerzitních studentů ve čtyřicátých letech 19. století. Zpočátku bylo hnutí podporováno liberálními novinami jako Fædrelandet a Aftonbladet, které viděly skandinavismus jako způsob protiváhy ke konzervativním silám a pangermanismu. Během války Dánska s Pruskem o Šlesvicko-Holštýnsko roku 1848, nabídlo Švédsko (v ten čas v unii s Norskem) pomoc v podobě dobrovolných expedičních sil, které se ovšem bojů nakonec nezúčastnily. Je také nutno podotknout, že Švédsko již dříve deklarovalo svou neutralitu. Přímá podpora hnutí byla oslabena také sílící mocí Ruského impéria, které znamenalo potenciální ohrožení Švédského království.
Moderní skandinavismus je výsledkem úzké spolupráce mezi třemi skandinávskými zeměmi v obchodu, politice, kultuře.